# Fockea angustifolia
Fockea angustifolia là một loài thực vật có hoa trong họ La bố ma. Loài này được Karl Moritz Schumann mô tả khoa học đầu tiên năm 1893.
Loài này phân bố từ đông nam Kenya tới miền nam châu Phi.